# Elia Dalla Costa
Elia Angelo Dalla Costa (Villaverla, 14 maggio 1872 – Firenze, 22 dicembre 1961) è stato un cardinale e arcivescovo cattolico italiano; dal 2012 è riconosciuto Giusto tra le nazioni ed è stato dichiarato venerabile nel 2017.

## Biografia

### Formazione e primi incarichi sacerdotali
Elia Dalla Costa nacque nel 1872 a Villaverla, ultimo dei cinque figli di Luigi Dalla Costa e Teresa Dal Balcon; i primi tre figli della coppia morirono nascituri. Dalla Costa ha ricevuto il suo battesimo come "Elia Angelo" il 23 giugno da padre Angelo Rossi e i suoi padrini furono Francesco Muraro di Bressanvido ed Eugenia Dalla Costa. Sua madre morì nel 1877 quando Dalla Costa aveva appena cinque anni e fu allevato dal padre.
Dopo gli studi teologici e filosofici compiuti presso i seminari diocesani di Vicenza e Padova, venne ordinato sacerdote il 25 luglio 1895 nel duomo di Schio; per più di un anno rimase a Villaverla, come cappellano del suo parroco ammalato. Divenne collaboratore del vescovo di Vicenza e poi docente di lettere nel seminario di Vicenza. In seguito fu cappellano a Pievebelvicino (nel comune di Torrebelvicino) e, dal 1902, parroco di Pozzoleone; infine il 10 novembre 1910 fu nominato titolare della parrocchia di Schio, dove rimase per 12 anni.

### Periodo tra le due guerre e Seconda guerra mondiale

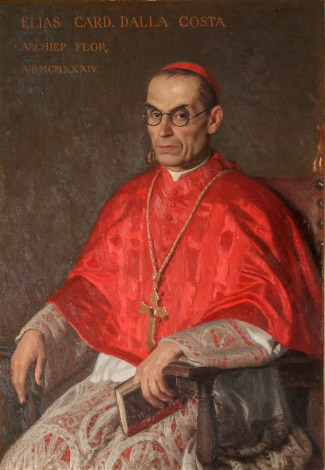
Augusto Bastianini, Ritratto del cardinale Dalla Costa (1934)

Il 25 maggio 1923 papa Pio XI nominò Dalla Costa vescovo di Padova e fu consacrato il 12 agosto successivo da monsignor Ferdinando Rodolfi. In otto anni a Padova egli condusse due visite pastorali, promosse un congresso eucaristico, celebrò il sinodo nel 1927, adeguando così la normativa alle disposizioni del concilio veneto tenutosi l'anno precedente.
Il 19 dicembre 1931 fu promosso alla sede metropolitana di Firenze e creato cardinale presbitero del titolo di San Marco nel concistoro del 13 marzo 1933. Anche a Firenze si occupò dei seminari, unificandoli e creando il Seminario Minore. Compì ben quattro visite pastorali e celebrò due sinodi (1935 e 1946), che danno la testimonianza della sua infaticabile opera. Improntato a una certa austerità assieme a una calda paternalità, fu molto amato dai fedeli.
Non si compromise con il fascismo, anzi durante la storica visita di Adolf Hitler a Firenze del 1938 fece lasciare le finestre del palazzo arcivescovile chiuse e non partecipò alle celebrazioni ufficiali, spiegando a chi gli era vicino che non poteva accettare che si venerassero "altre croci che non quella di Cristo" (alludendo, evidentemente, a quella uncinata o svastica).
Nello stesso anno però, dopo l'approvazione delle leggi razziali, fece una controversa dichiarazione: 
Partecipò come elettore al conclave del 1939 e il suo nome venne indicato come il contendente principale dell'allora cardinale segretario di Stato e poi camerlengo Eugenio Pacelli, che salì al soglio pontificio con il nome di Pio XII.
Durante la seconda guerra mondiale si adoperò attivamente per salvare la sua diocesi dalle devastazioni belliche e per alleviare le sofferenze della popolazione. Senza aver timore di andare anche contro la dittatura in onore alla difesa dei diritti sacri dell'uomo, protesse fuggiaschi e i deboli in generale. Di particolare rilevanza fu la sua azione a favore degli ebrei fiorentini o profughi a Firenze attraverso la creazione di un comitato clandestino la cui responsabilità egli affidò al sacerdote don Leto Casini
. Inoltre collaborava con i monasteri di Assisi favorendo la produzione di passaporti falsi per gli ebrei che si trovavano in quel periodo nascosti nei conventi della città umbra. Tra coloro che collaboravano a queste pericolose operazioni clandestine vi era anche il ciclista Gino Bartali, suo amico personale; a tal proposito, nel 2006, la RAI ha prodotto una fiction in due puntate sulla vita di Gino Bartali, intitolata Gino Bartali - L'intramontabile, dove il cardinale Dalla Costa è stato interpretato dall'attore Carlo Giuffré.
Per il suo impegno nel periodo bellico, Firenze proclamò Dalla Costa cittadino onorario.

### Dopoguerra
In questo periodo viene soprattutto ricordato per l'amicizia con Giorgio La Pira, per la posizione favorevole verso il voto alle donne (omelia del 1945), mentre nel 1959 aprì le porte dell'Arcivescovado agli operai della Galileo caricati dalla polizia.
Al conclave del 1958, l'ottantaseienne Dalla Costa fu tra i "grandi elettori" di papa Giovanni XXIII, che uscì eletto all'undicesimo scrutinio.
Tra i suoi discepoli meritano una speciale menzione i sacerdoti fiorentini Silvano Piovanelli, Lorenzo Milani, Danilo Cubattoli, Ernesto Balducci, Raffaele Bensi, Bruno Borghi, Renzo Rossi, Enzo Mazzi che hanno avuto un ruolo importante nella storia della Chiesa fiorentina del XX secolo attraverso la loro missione di frontiera rivolta verso le classi più povere e disagiate delle periferie e verso i detenuti.

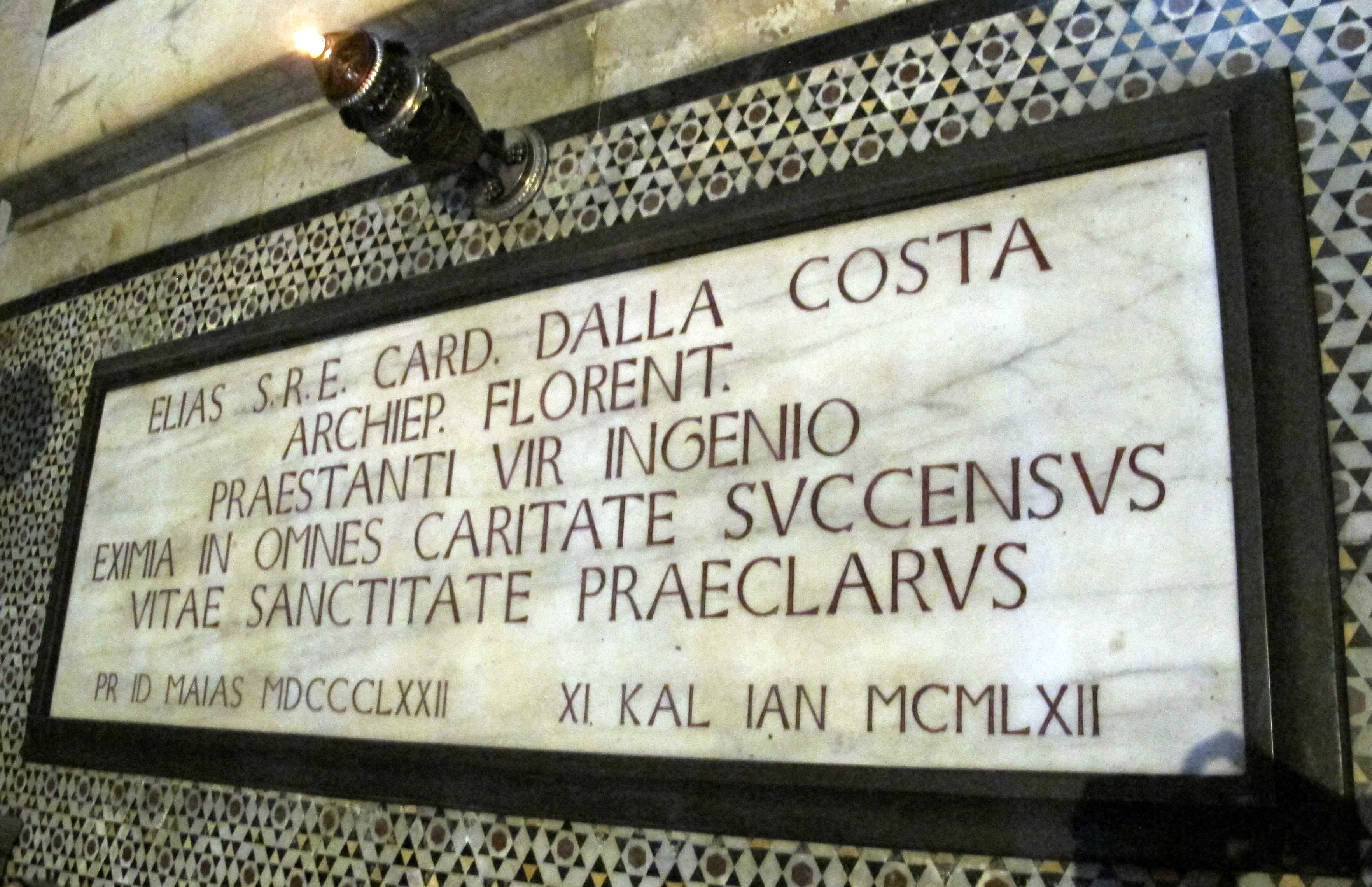
Tomba nel Duomo di Firenze

Elia Dalla Costa morì nel 1961 e fu sepolto nella cattedrale di Santa Maria del Fiore: il 21 dicembre 1981 a Firenze, con il nulla osta della Congregazione delle cause dei santi, in occasione del ventennale della morte, si è aperto il processo diocesano di beatificazione.
Nel novembre del 2012, è stato riconosciuto "Giusto tra le Nazioni" dal Museo dell'Olocausto Yad Vashem di Gerusalemme «per aver offerto rifugio a oltre 110 ebrei italiani e 220 stranieri» nella Firenze occupata dai nazisti durante la seconda guerra mondiale.
Il 4 maggio 2017 la Congregazione delle cause dei santi ne ha riconosciuto le virtù eroiche dichiarandolo Venerabile.

## Genealogia episcopale e successione apostolica
La genealogia episcopale è:
- Cardinale Scipione Rebiba
- Cardinale Giulio Antonio Santori
- Cardinale Girolamo Bernerio, O.P.
- Arcivescovo Galeazzo Sanvitale
- Cardinale Ludovico Ludovisi
- Cardinale Luigi Caetani
- Cardinale Ulderico Carpegna
- Cardinale Paluzzo Paluzzi Altieri degli Albertoni
- Papa Benedetto XIII
- Papa Benedetto XIV
- Papa Clemente XIII
- Cardinale Marcantonio Colonna
- Cardinale Giacinto Sigismondo Gerdil, B.
- Cardinale Giulio Maria della Somaglia
- Cardinale Carlo Odescalchi, S.I.
- Cardinale Costantino Patrizi Naro
- Cardinale Lucido Maria Parocchi
- Cardinale Agostino Gaetano Riboldi
- Vescovo Francesco Ciceri
- Vescovo Ferdinando Rodolfi
- Cardinale Elia Dalla Costa

La successione apostolica è:
- Vescovo Francesco Niccoli (1932)
- Vescovo Faustino Baldini (1933)
- Vescovo Antonio Bagnoli (1943)
- Vescovo Irzio Luigi Magliacani, O.F.M.Cap. (1950)
- Vescovo Dino Luigi Romoli, O.P. (1951)